# Entorno del Castillo de la Duquesa
El yacimiento arqueológico denominado entorno del castillo de la Duquesa se ubica en Manilva (provincia de Málaga, España), en la barriada conocida como de El Castillo. 

## Excavaciones
La aparición de restos está atestiguada ya en el siglo XVIII, con el hallazgo de una tumba romana, pero los trabajos arqueológicos se iniciaron en el año 1987 a raíz de unas obras de construcción. A lo largo de los años se han desarrollado diversas intervenciones que han permitido concretar la delimitación definitiva del yacimiento, así como la identificación y distribución de los espacios que integran esta villa marítima romana, determinando la localización de la pars urbana, con sus termas, la necrópolis asociada a ésta y el área de producción de salazones.

## Descripción
En la pars urbana se conserva un pequeño atrio, con suelo de teselas de cerámica de gran tamaño, con reparaciones en algunos puntos con teselas de mármol blanco. Conectando con éste, se documentaron varias estancias, una de ellas pavimentada con un mosaico bícromo de teselas de caliza blanca y de piedras de Tarifa grises formando motivos hexagonales.
Del edificio termal se conservan diversos elementos como restos de pavimentos musivarios bícromos y de motivos geométricos pertenecientes a las diferentes salas, y parte del hipocausto.
La zona industrial se divide en dos partes, la primera de ellas y la más importante se ubica en el antiguo solar del Cuartel de la Guardia Civil. Aquí las estructuras se organizan en planta ortogonal con alineaciones de piletas en torno a un patio central enlosado con lajas de piedra, detectándose en el sector oeste piletas que se alternan con áreas de habitación. Lindando al sur y separado solo por un muro se halla otro patio. En otro de los sondeos se documentó una serie de estancias dedicadas a área de almacenaje.
Los trabajos realizados en el año 1987 detectaron un segundo núcleo industrial, con diversas habitaciones y piletas. En estas últimas se registraron restos de tintura rojiza y conchas de murex, por lo que la actividad desarrollada en esta área era doble, por un lado como factoría de salazones y por otro dedicada a la obtención de tinte púrpura.
En la zona del Cuartel de la Guardia Civil se localizó una necrópolis, con enterramientos tanto de inhumación como de incineración. La mayoría de ellos en fosa, con cubiertas de tégulas a dos aguas, utilizándose en otros casos ímbrices y lajas para cubrirlas. Dentro de la diversidad de rituales los restos se depositaron en cistas de plomo, de ladrillos, cajas de tégulas, etc. En cuanto a los materiales localizados en dichas tumbas destacan entre otros objetos las orcitas, lucernas, monedas, vidrios y algún espejo de bronce. 